# زیارتگاه بزرگ سووا
زیارتگاه بزرگ سووا (انگلیسی: Suwa-taisha)، معبد سووا (به ژاپنی: 諏訪神社 Suwa-jinja]) یک معبد شینتویی است که در استان ناگانو قرار دارد. یکی از قدیمی‌ترین زیارتگاه‌های موجود در نظر گرفته می‌شود که بر طبق نیهون شوکی در قرن هفتم ساخته شده است.